# Megachile burmeisteri
Megachile burmeisteri är en biart som beskrevs av Heinrich Friese 1908. Megachile burmeisteri ingår i släktet tapetserarbin, och familjen buksamlarbin. Inga underarter finns listade i Catalogue of Life.